# Star Trek: Starfleet Command - Orion Pirates
Star Trek: Starfleet Command - Orion Pirates est un jeu vidéo de tactique en temps réel développé par Taldren et édité par Interplay, sorti en 2001 sur Windows. Il s'agit d'une extension du jeu Star Trek: Starfleet Command II - Empires at War.

## Accueil
| Starfleet Command 2: Orion Pirates |      |       |
| Média                              | Pays | Notes |
| Computer Gaming World              | US   | 4/5   |
| GameSpot                           | US   | 79 %  |
| PC Gamer UK                        | GB   | 70 %  |